# Fran Vieites
Francisco Barbosa "Fran" Vieites (nascut el 7 de maig de 1999) és un futbolista professional gallec que juga com a porter al Reial Betis.

## Carrera de club
Nascut a Pontecesures, Pontevedra, Galícia, Vieites va començar la seva carrera amb el Bertamiráns FC, i va debutar amb el primer equip amb només 15 anys el 20 de març de 2015, entrant com a substitut en una derrota per 5-0 a Tercera Divisió contra el CCD Cerceda. El 10 de juny es va incorporar al RC Celta de Vigo i va tornar al planter.
El Vieites va ascendir a l'equip filial abans de la temporada 2018-19, però només va ser la tercera opció a la porteria. Es va convertir en titular habitual la 2019-20, contribuint amb 15 aparicions quan la lliga es va reduir a causa de la pandèmia de la COVID-19 .
El 7 de setembre de 2020, el Vieites va signar un contracte de quatre anys amb el CD Lugo de Segona Divisió. Després de passar la seva primera temporada com a tercer escollit darrere d'Ander Cantero i Alberto Varo, va debutar professionalment el 18 de setembre de 2021 en una derrota per 2-1 fora de casa contra el FC Cartagena.
L'1 de juliol de 2022, Vieites va rescindir el seu contracte amb el Lugo, i va signar un contracte de dos anys amb les reserves del Reial Betis a Segona Federación. Va debutar amb el primer equip, i la Lliga, amb els verdiblancs el 16 de setembre de 2023, substituint el lesionat Rui Silva en una derrota per 5-0 davant el FC Barcelona.
El 19 de febrer de 2024, Vieites va renovar el seu contracte amb els verdiblancs fins al 2026, ascendint definitivament a la plantilla principal per a la temporada 2024-25.

## Carrera internacional
El 31 de maig de 2024, el Vieites va jugar la segona meitat de l'amistós de la selecció de Galícia contra el Panamà, que va ser el primer partit de Galícia en vuit anys.